# Адольф Аппіа
Адольф Аппіа (фр. Adolphe Appia; 1 вересня 1862, Женева — 29 лютого 1928, Ньйон)— швейцарський театральний художник, теоретик театру, один з його реформаторів; спроба координації нерухомого сценічного простору з рухами акторів, музикою та освітленням.